# Aeschynomene laxiflora
Aeschynomene laxiflora är en ärtväxtart som beskrevs av John Gilbert Baker. Aeschynomene laxiflora ingår i släktet Aeschynomene och familjen ärtväxter. Inga underarter finns listade i Catalogue of Life.